# Dango
El dango (団子) és un dolç japonès elaborat amb mochiko (farina d'arròs) i estretament relacionat amb el mochi. Es tracta, per tant, d'una mena de pastís d'arròs glutinós que es serveix sovint amb te verd i en una broqueta de tres o quatre dangos.
Els dango es consumeixen tot l'any, per bé que existeixen diverses varietats concretes que es mengen durant la temporada que marca la tradició històrica. Una varietat originària de Hokkaidō s'elabora amb farina de patata i es cuina amb shoyu (salsa de soja).

## Tipus dedango
Hi ha moltes varietats diferents de dango que se solen anomenar segons els diversos condiments que se serveixen sobre aquests o amb aquests.
- Anko: conegut comunament com a pasta (endolcida) de mongetes vermelles, si bé altres ingredients diferents del  azuki  es fan servir en comptades ocasions.
- Bocchan dango: dango que té tres colors. Un es tenyeix amb mongetes vermelles, un altre amb ou i el tercer amb te verd.
- Chadango: dango amb gust de te verd.[1]
- Chichi dango: de gust suau lleugerament dolç, se sol prendre com a darreria.
- Hanami dango: també té tres colors, i s'elabora tradicionalment durant la temporada de contemplació de les flors dels cirerers. D'aquí el nom de  hanami.
- Goma: amb llavors de sèsam, és alhora dolç i salat.
- Kinako: farina de soja torrada.
- Kuri dango: dango cobert amb pasta de castanya.
- Kushi dango: dango en una punxa.
- Mitarashi: cobert amb un xarop fet amb salsa de soja, sucre i midó.
- Sasa dango: produït i menjat principalment en la prefectura de Niigata. N'hi ha dues varietats: onna dango (literalment 'dango femení'), farcit amb anko; i otoko dango ('dango masculí'), farcit amb kinpira. S'emboliquen amb fulles de sasa per a conservar-los.
- Teppanyaki: dango en una broqueta amb un gust àcid de teppanyaki.
- Tako dango: dango sense res de barrejat, que se serveix amb una salsa feta de pop i altres ingredients per sobre, que li donen una color taronja.

- Mitarashi dango
- Kusa dango
- An dango
- Goma dango
- Chi chi dango